# Glacier de Gébroulaz
Le glacier de Gébroulaz est un glacier de vallée français du massif de la Vanoise (Alpes) situé sur le territoire de la commune des Allues, dans le département de la Savoie en région Auvergne-Rhône-Alpes.

## Toponymie

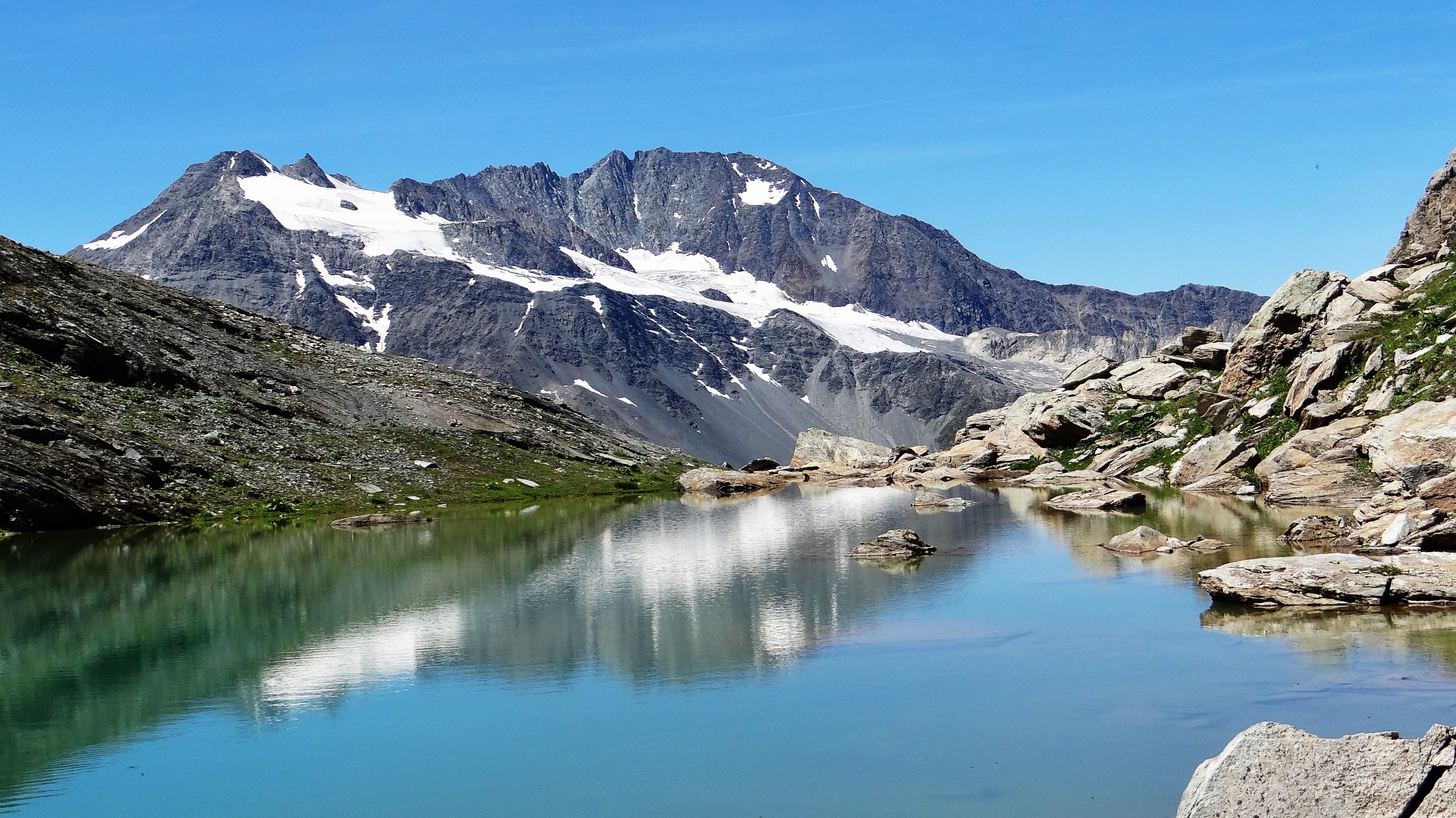
Vue depuis le lac sous le col du Génépi.

Gébroulaz est un toponyme dérivé du gaulois gabra « avec le suffixe diminutif -oulaz », désignant la femelle du chamois. Le nom est à l'origine associé à un lieu-dit, situé à Méribel, avant d'avoir été associé au glacier, ainsi qu'au col et au mont.

## Géographie
Le glacier se situe dans le vallon du Saut, qui rejoint la vallée du Doron des Allues, avec une orientation sud-nord. Il prend naissance sur les pentes des aiguilles de Polset et de Péclet,. Il s'agit du seul glacier de vallée situé dans le massif de la Vanoise.
Le glacier a une superficie de 420 ha dans les années 1970 et 350 ha dans les années 1990.

## Particularités
Le glacier fait l'objet d'observations scientifiques depuis 1907.
Ce glacier avait la particularité d'être le seul en France à appartenir, ainsi que ses abords, moraines, lacs ainsi que les alpages, à des propriétaires privés depuis le XIXe siècle,. En 1997, ils sont quinze héritiers. 75 % de l'ensemble se trouve dans le cœur, donc protégé, du parc national de la Vanoise (PNV), qui le loue. Le reste du vallon est intégré à la réserve naturelle nationale du plan de Tuéda. Généralement, en France, les glaciers sont des biens communaux. Du fait de sa situation, seul le PNV peut devenir acquéreur de ce glacier et des tractations sont engagées depuis 1967 avec la famille propriétaire.